# Marcin V
Marcin V (łac. Martinus V, właśc. Oddone Colonna; ur. między 26 stycznia a 20 lutego 1369 w Genazzano, zm. 20 lutego 1431 w Rzymie) – papież w okresie od 11 listopada 1417 do 20 lutego 1431.

## Błąd w imieniu
W związku z faktem, że w średniowieczu wiele katalogów przekręcało imię papieży Maryna I (na „Marcin II”) i Maryna II (na „Marcin III”), kolejni papieże, którzy przyjęli imię Marcin zachowywali błędną numerację (Marcin IV powinien w rzeczywistości nazywać się Marcinem II, a Marcin V Marcinem III).

## Życiorys
Pochodził z rzymskiego rodu arystokratycznego Colonnów. Studiował prawo w Perugii. Papież Urban VI nadał mu tytuł protonotariusza, Bonifacy IX powierzył mu urząd administratora wakującej diecezji suburbikarnej Palestrina (1401), a Innocenty VII mianował kardynałem diakonem San Giorgio in Velabro. Uczestniczył w konklawe 1406 i został współpracownikiem wybranego wówczas papieża Grzegorza XII, który mianował go protektorem zakonu serwitów, ale w maju 1408 wypowiedział mu posłuszeństwo i dołączył do organizatorów Soboru w Pizie. Brał czynny udział w soborach w Pizie i w Konstancji, gdzie stał po stronie pizańskiego antypapieża Jana XXIII, do czasu jego ucieczki. Z nominacji tego antypapieża pełnił urząd wikariusza generalnego w Umbrii (1411), archiprezbitera bazyliki laterańskiej (1412) i przez krótki czas ponownie administratora diecezji Palestriny (1412).

## Wybór na papieża
W 1417 został obrany papieżem podczas konklawe na soborze w Konstancji, po odsunięciu od rządów trzech papieży – antypapieża Jana XXIII, antypapieża Benedykta XIII i Grzegorza XII; tym samym zakończono trwającą od kilkudziesięciu lat wielką schizmę zachodnią. W wyborze papieża, który przyjął imię Marcina V (ze względu na elekcję dokonaną w dniu św. Marcina), brał udział arcybiskup gnieźnieński Mikołaj Trąba. Wkrótce potem nowy papież ustanowił abp. Trąbę pierwszym prymasem Polski.

## Pontyfikat
22 kwietnia 1418 Marcin V zakończył obrady soboru w Konstancji, nie uznając zasady wyższości soboru nad papieżem. Liczbę kardynałów obiecał ograniczyć do dwudziestu kilku. Podpisał pięcioletnie konkordaty z Niemcami, Włochami, Hiszpanią i Francją. Po opuszczeniu Konstancji przebywał w Mantui i Florencji, do Rzymu przyjechał pod koniec września 1420. Początkowym problemem był dla papieża kondotier Braccio da Montone. Początkowo Marcin przeciągnął go na swoją stronę, mianując go władcą Perugii, potem pokonał go w bitwie pod L’Aquilą 2 czerwca 1424. W konsekwencji zbuntowała się Bolonia, a wraz z nią północne Włochy. Papież stłumił zbrojnie powstanie w 1429.
Dokonał rekonstrukcji Kurii Rzymskiej, zatrudniając także dawnych urzędników obediencji awiniońskiej. Pracował nad odbudową znaczenia papiestwa, zwalczał koncyliaryzm wśród kardynałów. 22 września 1423 zwołał sobór do Pawii, przeniesiony następnie – ze względu na epidemię – do Sieny. Widząc żądania reform, docelowo osłabiających rolę papieża w Kościele, Marcin V rozwiązał sobór i zapowiedział zwołanie kolejnego na 1431 w Bazylei. 16 maja 1425 papież ogłosił konstytucję reformatorską o sposobie sprawowania władzy przez kurię i zasadach rezydowania biskupów.
Wzywał do krucjat przeciwko husytom w Czechach, czym zapoczątkował w 1420 roku wojny husyckie. W korespondencji z królem Polski Władysławem Jagiełłą jawnie nawoływał do fizycznej eksterminacji husytów. W 1427 wprowadził kult Imienia Jezus, postulowany przez reformatora franciszkańskiego Bernardyna ze Sieny, którego przyjął na audiencji. W kazaniach ostro występował przeciwko Żydom, przyczyniając się do ich pogromów w 1422 i 1427.
Przeprowadził renowację bazylik św. Pawła i św. Jana na Lateranie, odnowił akwedukty i ulice, nakazał rozebrać pozostałości dawnych obwarowań rezydencji rodów magnackich. Przywrócił świetność Ogrodom Watykańskim. Zmarł na udar mózgu w wieku 62 lat i został pochowany w bazylice św. Jana na Lateranie.

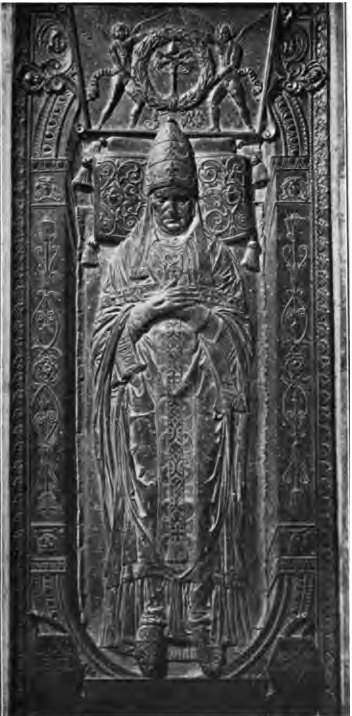
Grób Marcina V w bazylice św. Jana na Lateranie

Przez historyków jest określany mianem „trzeciego twórcy państwa kościelnego”.